# 海滩小屋
〈海滩小屋〉（英語："Beach House"）是美国DJ烟鬼组合的单曲。歌曲于2018年11月16日通过破坏者唱片和哥伦比亚唱片发行，并收录于烟鬼组合的第二部录音室专辑《厌世男孩》。〈海滩小屋〉也是专辑中唯一没有其他音乐人参与创作的歌曲。

## 背景
烟鬼组合在Twitter上表示他们“真的很喜欢这首歌，因为我们试着用经典的元老级烟鬼（OG Chainsmoker）感回到最初。我们听了很多关于海滩小屋的歌曲”，他们指出这首歌的灵感来自于独立摇滚双人组海滩小屋。

## 评价
《Pitchfork》的吉利安·马佩斯（Jillian Mapes）写道：“虽然随歌曲发布的歌词视频甚至都没有大写的‘Beach House’……但他们其实在谈论巴尔的摩双人组，在过去十几年中，他们通过磨练特定的声音，不去追求大众化，重新定义了‘气氛’音乐的概念。”她说：“音乐适合太空旅行，但它也是当你路过宇宙中转站时，朋友问你到底什么是能量中心时播放的歌曲”。
《Spin》形容〈海滩小屋〉“听起来可能还未完成，包含着饥渴及贫穷，”并指出“盛大的合成琴音，日本之行，可能作为消遣的毒品，以及静音的原声吉他和弦都代表着情感。”《公告牌》的凯特·贝因（Kat Bein）表示，这是一首“情歌，但并非关于某位特别的女孩，而是某种类型的女孩，她让安德鲁·塔格特在路上不至于太孤独”。她还表示歌曲由“简单的合成器和流行歌曲结构组成，这在过去反响很好。”《Dancing Astronaut》称歌曲“让人想起了让帕尔和塔格特，他们凭借将专辑《记忆…封存》与流行舞曲进行融合而一举成名”。

## 音乐视频
〈海滩小屋〉的音乐视频由耶利米·戴维斯（Jeremiah Davis）执导并编辑，That One Blond Kid Corp制作，于2018年11月16日发布于YouTube。

## 榜单
| 榜单（2018－2019年）                         | 最高排名 |
| -------------------------------------------- | -------- |
| 澳大利亚（澳大利亚唱片业协会榜）             | 89       |
| 奥地利（Ö3四十强单曲榜）                     | 46       |
| 捷克（電台百強單曲榜）                       | 53       |
| 捷克（百強數位單曲榜）                       | 44       |
| 92                                           |          |
| 希腊（希腊国际数字单曲榜）                   | 83       |
| 匈牙利（四十強串流榜）                       | 35       |
| 爱尔兰（愛爾蘭唱片音樂協會）                 | 74       |
| 新西兰（新西兰最热单曲榜）                   | 2        |
| 斯洛伐克（百強數位單曲榜）                   | 54       |
| 瑞典（瑞典最热榜）                           | 56       |
| 瑞士（瑞士热门音乐榜）                       | 93       |
| 美國（《告示牌》Hot Dance/Electronic Songs） | 10       |

| 榜单（2019年）                    | 排名 |
| --------------------------------- | ---- |
| 葡萄牙（葡萄牙唱片业协会）        | 1476 |
| 美国（《公告牌》舞曲/电音歌曲榜） | 50   |